# 噶瑪蘭省區
噶瑪蘭省區（西班牙語：Cabaran）是西屬艾爾摩莎的三大省區之一，位於蘭陽平原。通用語為巴賽語。